# Rhynchocypris czekanowskii
Rhynchocypris czekanowskii är en fiskart som först beskrevs av Dybowski, 1869.  Rhynchocypris czekanowskii ingår i släktet Rhynchocypris och familjen karpfiskar. IUCN kategoriserar arten globalt som livskraftig. Inga underarter finns listade i Catalogue of Life.